# Stagville

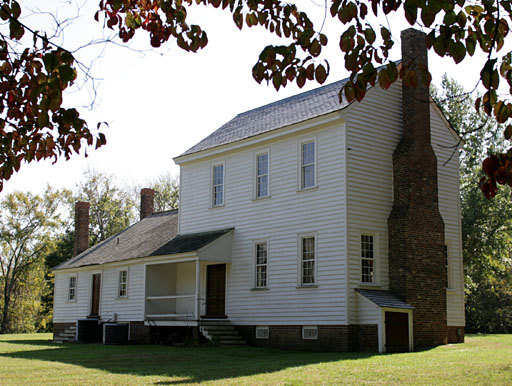
Budynek zwany Bennehan House, znajdujący się na plantacji Stagville. Został zbudowany w 1787, następnie rozbudowany w 1799

Stagville, także Plantacja Stagville – plantacja ulokowana w hrabstwie Durham, w Karolinie Północnej, USA. Jest ona częścią jednego z największych kompleksów plantacji na południu Stanów Zjednoczonych, który został założony przez rodzinę Bennehan – Cameron.
Kompleks, który obejmuje w przybliżeniu 30 tys. akrów, łącznie z plantacją Little River, był „domem” dla prawie 900 niewolników. Kilka z tych domów, które są znane jako Horton Grove, są do dziś bardzo dobrze zachowane. Kilka znaczących odkryć archeologicznych dookoła tych domów dało archeologom i historykom przelotne spojrzenie na życie niewolników, którzy żyli i pracowali w tym rejonie. Na tym terenie jest też kilka innych historycznych domów i stodół, w tym dom rodziny Bennehan.
Teren został darowany stanowi Karolina Północna przez Liggett and Meyers Tobacco Company w 1976 r.